# Massamba Sambou
Massamba Lô Sambou (ur. 17 kwietnia 1986 w Koldzie) – senegalski piłkarz występujący na pozycji obrońcy w Valmiera Glass VIA.

## Kariera klubowa
Sambou jest wychowankiem klubu Centre Aldo Gentina. W 2004 roku trafił do francuskiego AS Monaco. Najpierw występował w jego rezerwach, a do pierwszej drużyny został włączony w 2006 roku. W Ligue 1 zadebiutował 12 sierpnia 2006 w przegranym 1:2 meczu z AS Saint-Étienne. Przez cały sezon 2006/2007 Sambou zagrał w 4 ligowych pojedynkach, a jego klub zajął w lidze 9. miejsce. 12 stycznia 2008 w wygranym 1:0 spotkaniu z FC Lorient strzelił pierwszego gola w trakcie gry w Ligue 1. W sezonie 2007/2008 rozegrał w sumie 12 spotkań i zdobył 3 bramki, a Monaco uplasowało się na 12. pozycji w Ligue 1.
Latem 2008 roku Sambou został wypożyczony do beniaminka ekstraklasy – Le Havre AC. W nowym klubie po raz pierwszy wystąpił 9 sierpnia 2008 w wygranym 1:0 ligowym spotkaniu z OGC Nice. W 2009 roku spadł z klubem do Ligue 2. Na sezon 2009/2010 został wypożyczony z Monaco do drugoligowego FC Nantes.
W 2010 roku Sambou przeszedł do greckiego Atromitosu Ateny. Następnie grał w takich klubach jak: Troyes AC, Apollon Limassol, LB Châteauroux, NorthEast United FC, AEL Limassol, CS Sedan i FC Lusitanos. W 2018 przeszedł do łotewskiego klubu Valmiera Glass VIA.
| Sezon   | Klub                | Kraj    | Rozgrywki                 | Mecze | Bramki | Rozgrywki Europy | Mecze | Bramki |
| ------- | ------------------- | ------- | ------------------------- | ----- | ------ | ---------------- | ----- | ------ |
| 2006/07 | AS Monaco           | Francja | Ligue 1                   | 4     | 0      | –                | –     | –      |
| 2007/08 | AS Monaco           | Francja | Ligue 1                   | 12    | 3      | –                | –     | –      |
| 2008/09 | Le Havre AC         | Francja | Ligue 1                   | 19    | 2      | –                | –     | –      |
| 2009/10 | FC Nantes           | Francja | Ligue 2                   | 19    | 2      | –                | –     | –      |
| 2010/11 | Atromitos Ateny     | Grecja  | Alpha Ethniki             | 17    | 1      | –                | –     | –      |
| 2011/12 | Troyes AC           | Francja | Ligue 2                   | 0     | 0      | –                | –     | –      |
| 2011/12 | Apollon Limassol    | Cypr    | Protathlima A’ Kategorias | 0     | 0      | –                | –     | –      |
| 2011/12 | LB Châteauroux      | Francja | Ligue 2                   | 10    | 0      | –                | –     | –      |
| 2012/13 | LB Châteauroux      | Francja | Ligue 2                   | 14    | 0      | –                | –     | –      |
| 2013/14 | LB Châteauroux      | Francja | Ligue 2                   | 12    | 1      | –                | –     | –      |
| 2014    | NorthEast United FC | Indie   | Indian Super League       | 6     | 2      | –                | –     | –      |
| 2014/15 | AEL Limassol        | Cypr    | Protathlima A’ Kategorias | 12    | 1      | –                | –     | –      |
| 2015/16 | AEL Limassol        | Cypr    | Protathlima A’ Kategorias | 11    | 0      | –                | –     | –      |
| 2016/17 | CS Sedan            | Francja | Championnat National      | 8     | 1      | –                | –     | –      |
| 2017/18 | AEL Limassol        | Andora  | Primera Divisió           | 12    | 0      | –                | –     | –      |

Stan na: koniec sezonu 2017/2018

## Kariera reprezentacyjna
W reprezentacji Senegalu Sambou zadebiutował 8 lutego 2007 w wygranym 2:1 meczu z Beninem.